# Galericinae
Chuột chù núi cao, còn được gọi là dím lông rậm hay nguyệt thử, là các loài động vật có vú trong phân họ Galericinae thuộc bộ Eulipotyphla. Chúng hiện diện ở các khu vực trong rừng ngập mặn ở nhiều địa phương khác nhau của Đông Nam Á, bao gồm Việt Nam, Sumatra, Trung Quốc và bán đảo Mã Lai.

## Đặc điểm
Chúng có ngoại hình bề ngoài khá giống với những con chuột nhưng không phải là loài gặm nhấm và có quan hệ họ hàng với các loài nhím gai thuộc họ Nhím chuột (Erinaceidae), chúng có quan hệ họ hàng, hậu duệ với các loài chuột chù thực thụ trong Bộ chuột chù (Soricomorpha) mà nay một số tác giả xếp chúng vào bộ Eulipotyphla. Cơ thể chúng tỏa ra mùi thơm dễ chịu, và phản ứng cảm ứng trong vùng mõm. Chúng là các loài thú ăn thịt và cũng là loài ăn đêm, chúng săn mồi bằng khứu giác, chế độ ăn của chúng đa dạng với nhiều loài động vật chân khớp, chuột nhỏ, bò sát nhỏ và lưỡng cư, chúng cũng ăn trái cây và nấm dù không thường xuyên. 

## Phân loại
- Phân họ Galericinae: Chuột chù núi cao (nguyệt thử)
  - Echinosorex
    - Echinosorex gymnura

  - Hylomys
    - Hylomys megalotis
    - Hylomys parvus
    - Hylomys suillus

  - Neohylomys
    - Neohylomys hainanensis

  - Neotetracus
    - Neotetracus sinensis

  - Podogymnura
    - Podogymnura aureospinula
    - Podogymnura truei